# Tel Bar
Tel Bar (hebrejsky: תל בר) je vrch o nadmořské výšce 178 metrů v severním Izraeli.
Leží na východním okraji části vysočiny Ramat Menaše, nedaleko od zemědělsky využívaného Jizre'elského údolí, cca 12 kilometrů západně od města Afula a necelý 1 kilometr severně od vesnice Midrach Oz. Má podobu nevýrazného návrší s převážně odlesněnými svahy. Na jižní straně terén klesá do údolí vádí Nachal Midrach s vesnicí Midrach Oz, na východní a severní sestupuje do Jizre'elského údolí. Na západ odtud se zvedá vrch Giv'at Ešmar. Do 20. století stála na pahorku arabská vesnice al-Naghnaghija. Během války za nezávislost v roce 1948 byla ovládnuta židovskými silami a arabské osídlení tu skončilo.